# Honey Lee
Honey Lee (이하늬?, I Ha-nuiLR; Seul, 2 marzo 1983) è una modella e attrice sudcoreana, eletta Miss Corea 2006.
In seguito ha partecipato al concorso Miss Universo 2007, dove si è classificata quinta. In passato soltanto un'altra rappresentante della Corea del Sud era riuscita a giungere sino alle finali del concorso, Jang Yun-jeong, che nel 1988 riuscì ad arrivare sino al secondo posto. È stata inoltre selezionata fra tutte le concorrenti dei concorsi Miss Universo, Miss Mondo, Miss International, Miss Terra e Miss Tourism Queen International come vincitrice dei titoli di Face of the Universe, Best in Evening Gown, Best in National Costume e Best in Interview, in occasione del "Miss Grand Slam 2007".
Il 18 luglio successivo al concorso, Honey Lee è diventata la conduttrice di Real Time TV Entertainment sul canale nazionale SBS, una trasmissione che si occupa dello show business. Ha inoltre lavorato come modella per Tommy Hilfiger Korea e Vogue, oltre ad aver lavorato in diverse pubblicità, fra cui quella della SK Telecom e per la Pepsi. Nel 2008 ha inoltre debuttato in teatro nel musical Polaroid.
Nel 2009 ha preso parte alla serie televisiva Partner in onda su KBS 2TV, nel 2010 a Pasta in onda su MBC, nel 2015 a Binnageona michigeona e nel 2017 a Yeokjeok - Baekseong-eul humchin dojeok. Nel 2019 partecipa alla pellicola campione d'incassi Geukan jigeop.

## Filmografia

### Cinema
- Geukan jigeop, regia di Lee Byeong-heon (2019)

### Televisione
- Yeolhyeolsaje (열혈사제?) – serie TV (2019-2024)
- One the Woman (원 더 우먼?) – serie TV (2021)